# 沙菲益阿达
拿督斯里沙菲益阿达（1956年10月20日—），馬來西亞政治人物，生於英殖民地北婆羅洲仙本那，是巴瑤族穆斯林。马来西亚沙巴州仙本那沙巴民兴党国会议员，并兼任沙巴州议会史那浪州议员。沙菲益曾担任巫統副主席和乡村与区域发展部长、沙巴州首席部长。2016年退出巫统，他创立沙巴本土新政党－沙巴民兴党，并出任党主席一职。

## 政治生涯

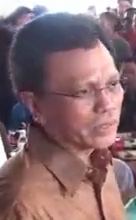
沙菲益阿达

沙菲益阿达在1995年5月5日至1999年5月24日擔任國會秘書，自1995年起，他已多次連任國會議員。1999年5月25日，沙菲益被时任首相马哈迪·莫哈末任命為房屋及地方政府部副部長，後改任國防部副部長，任期自1999年12月14日至2004年3月29日。在2000年到2003年時，他也成為巫統最高理事會的成員。
2004年3月30日，沙菲益被任命為國內貿易和消費者事務部部長，後來于2008年3月19日擔任民族團結、文化、藝術和遺產部長；2009年4月10日，沙菲益被任命為乡村与区域发展部长。
2016年6月24日，巫统最高理事会议决，开除署理主席慕尤丁和前吉打州务大臣慕克里·马哈迪的党籍；副主席拿督斯里沙菲益阿达则被冻结党籍。
2020年6月15日，沙菲益解释自己继续支持前首相马哈迪·莫哈末，而非以土著团结党为首的国民联盟政府，是因为他認為马哈迪具备引领变革的能力：「我支持马哈迪，因为尽管他年纪大了，但他具备带来改变的领导能力，我对他有信心。」。6月29日，沙菲益表示自己对被马哈迪推荐为反对党首相人选感到荣幸，称会慎重考虑有关建议。
同年7月29日，沙菲益领导的沙巴政权遭到前任沙巴首长慕沙阿曼的严峻挑战。慕沙阿曼当日宣称，已获得沙巴65名州议员[5名官委議員]中的简单多数议员支持，将成立新联盟执政沙巴政权。慕沙阿曼声称新联盟成员包括沙巴巫统、土团党、沙巴立新党、沙巴团结党，以及沙巴人民团结党，但沒有透露所掌握的人数。沙菲益则对此反驳，指本身也获得简单多数议员支持。沙菲益之后在当晚和隔日二度拜会州元首敦朱哈，慕沙阿曼则迟来一步，被拒绝接见。7月30日，州元首敦朱哈宣布批准沙菲益解散沙巴州议会的建议，正式颁布宪报，解散州议会，沙巴州政府则进入看守政府状态，并于60天内举行州选举。
沙菲益领导的民兴党+阵营最终在沙巴州选举中只拿下32个州席，败给沙巴人民阵线（沙民阵）的38个州席，未能守住州政权。他在州选后强调，民兴党是拥有最多议席的政党，即29个州议席（包括以民兴党旗帜上阵的行动党6席），向沙巴子民和支持者表达谢意，但并没有承认已败给沙巴人民阵线。他在沉默一段时间后于10月14日向选民表示将继续为沙巴人民和沙巴权益而斗争。前首相马哈迪·莫哈末对选举结果失望，評論沙菲益依然是反对党的首相人选。

## 个人观点
2015年11月7日，沙菲益出席仙本那选区的活动时炮轰执法机构，选择性对前首相马哈迪·莫哈末进行问话。他说，马哈迪只是批评一个马来西亚发展有限公司丑闻（1MDB），结果就被警方问话。他也表示，真正应该被调查的是那些违法的领袖，而不是马哈迪。
2020年7月14日，沙菲益在接受媒体访问时解释民兴党选择支持马哈迪为首相人选的理由。他称，比起人民公正黨主席安华·依布拉欣，马哈迪更能为在野党集团吸引马来人支持，进而夺回政权。
2020年8月8日，沙菲益在斗湖出席一场活动时，对马哈迪准备成立新政党，表示欢迎。他认为，如果能符合民兴党为人民和国家斗争的路线，民兴党愿意与马哈迪的新政党，进行任何形式的合作。
2020年12月17日，沙菲益接受BFM电台访问时认为，在来临的第15届全国大选，或需要一些“新配方”（new recipe），包括让东马的领袖来领导国家。他表示，沙巴和砂拉越同为马来西亚的一员，他不认为由来自东马的领袖，领导国家有什么问题：“我并不是说一定要由我来领导。我们是要共同建设一个国家，为什么不能由东马人领导国家，为这个国家服务？”